# Torneo Nacional de Boxeo Playa Girón 1979
Das Torneo Nacional de Boxeo Playa Girón 1979 wurde vom 4. bis zum 16. Januar 1979 in Camagüey ausgetragen und war die 18. Austragung der nationalen kubanischen Meisterschaften im Amateurboxen.

## Medaillengewinner
Die Meistertitel wurden in elf Gewichtsklassen vergeben.
| Gewichtsklasse                  | Gold                   | Silber                  | Bronze            |
| ------------------------------- | ---------------------- | ----------------------- | ----------------- |
| Halbfliegengewicht (bis 48 kg)  | Héctor Ramírez         | Hipólito Ramos          | Omar Santiesteban |
| Halbfliegengewicht (bis 48 kg)  | Héctor Ramírez         | Hipólito Ramos          | Jesús Ramos       |
| Fliegengewicht (bis 51 kg)      | Jorge Hernández        | Juan Bautista Hernández | José L. Rodríguez |
| Fliegengewicht (bis 51 kg)      | Jorge Hernández        | Juan Bautista Hernández | Carlos Samalea    |
| Bantamgewicht (bis 54 kg)       | Ramon Sahoiquet        | Genovevo Griñán         | Silvio Fernández  |
| Bantamgewicht (bis 54 kg)       | Ramon Sahoiquet        | Genovevo Griñán         | Carlos Cadrelo    |
| Federgewicht (bis 57 kg)        | Ángel Herrera          | Juan Calderón           | Pastor Frómeta    |
| Federgewicht (bis 57 kg)        | Ángel Herrera          | Juan Calderón           | Daniel Monier     |
| Leichtgewicht (bis 60 kg)       | Adolfo Horta           | Hermes Camejo           | Manuel Parodi     |
| Leichtgewicht (bis 60 kg)       | Adolfo Horta           | Hermes Camejo           | Raúl Despaigne    |
| Halbweltergewicht (bis 63,5 kg) | José Aguilar Pulsán    | Armando Martínez        | Omar Martínez     |
| Halbweltergewicht (bis 63,5 kg) | José Aguilar Pulsán    | Armando Martínez        | Iván Meriño       |
| Weltergewicht (bis 67 kg)       | Andrés Aldama          | Jorge Bueno             | Luis Calzado      |
| Weltergewicht (bis 67 kg)       | Andrés Aldama          | Jorge Bueno             | Noel Martínez     |
| Halbmittelgewicht (bis 71 kg)   | Emilio Correa Vaillant | Luis Felipe Martínez    | Pablo Villalón    |
| Halbmittelgewicht (bis 71 kg)   | Emilio Correa Vaillant | Luis Felipe Martínez    | José M. Rodríguez |
| Mittelgewicht (bis 75 kg)       | José Gómez Mustelier   | Manuel Cordero          | Sabat Chile       |
| Mittelgewicht (bis 75 kg)       | José Gómez Mustelier   | Manuel Cordero          | Alejandro Montoya |
| Halbschwergewicht (bis 81 kg)   | Hermenegildo Báez      | Sixto Soria             | Luis Valier       |
| Halbschwergewicht (bis 81 kg)   | Hermenegildo Báez      | Sixto Soria             | Giraldo Despaigne |
| Schwergewicht (über 81 kg)      | Teófilo Stevenson      | Ángel Milián            | Rolando Herrera   |
| Schwergewicht (über 81 kg)      | Teófilo Stevenson      | Ángel Milián            | Eduardo Peña      |